# Orestes Santiago Nuti Sanguinetti
Orestes Santiago Nuti Sanguinetti SDB (* 15. Oktober 1919 in Montevideo, Uruguay; † 2. November 1999) war Bischof von Canelones.

## Leben
Orestes Santiago Nuti Sanguinetti trat der Ordensgemeinschaft der Salesianer Don Boscos bei und empfing am 1. Dezember 1946 das Sakrament der Priesterweihe.
Am 9. Juli 1960 ernannte ihn Papst Johannes XXIII. zum Bischof von Melo. Der Apostolische Nuntius in Uruguay, Erzbischof Raffaele Forni, spendete ihm am 21. August die Bischofsweihe; Mitkonsekratoren waren der Bischof von Morón, Miguel Raspanti SDB, und der Bischof von Minas, José Maria Cavallero. 
Am 2. Januar 1962 ernannte ihn Papst Johannes XXIII. zum ersten Bischof von Canelones. Papst Johannes Paul II. nahm am 25. Oktober 1994 das von Orestes Santiago Nuti Sanguinetti aus Altersgründen vorgebrachte Rücktrittsgesuch an.
Orestes Santiago Nuti Sanguinetti nahm an allen vier Sitzungsperioden des Zweiten Vatikanischen Konzils teil.